# 龍が如く2
『龍が如く2』（りゅうがごとくツー、英題：Yakuza 2）は、セガより2006年12月7日に発売されたPlayStation 2用ゲームソフト。
キャッチコピーは「そして本物の龍は、唯一孤高の伝説となる。」。

## 概要
『龍が如く』の1年後の話。今回は東京から大阪へと舞台が広がっている。
メインゲストとして、俳優の徳重聡、寺島進、舘ひろし、元プロボクサーでタレントの赤井英和が出演する。メイン以外にも、キャバ嬢役に麻美ゆま、松島かえで、夏目ナナ、セラピスト役に小泉彩といった4名のセクシー女優が出演する。
このゲームのメインともいえる戦闘システムは、360度に攻撃することができ、武器・ヒートアクションの種類も大幅に増えた。ヒートアクションにはパートナーと共に繰り出す「連携の極み」や顔馴染みとなった街の住人からの協力を得て繰り出す「連携供給の極み」といった第三者と行うヒートアクション、特定の強敵にのみ繰り出せる「超・追討ちの極み」が新たに追加された。ミニゲームは新たに、ゴルフの打ちっぱなしやボウリング、さらに将棋や麻雀を楽しむことが出来るようになり、ゲームセンターでは主観視点による対戦アクションゲーム「YF6」が追加された。好評だったキャバクラもキャストが10人に増え、アフターも楽しめるようになっている。これ以外にも、キャバクラを経営出来たりホストとして働けたりと様々なミニゲーム的な要素が追加された。
『1』のクリアデータがあると特別なアイテムが手に入るシステムがある。前作のようにDolby Digital Pro Logic II（ドルビーデジタル プロロジックII）によるサラウンドムービーはなくなった。
2007年度日本ゲーム大賞優秀賞受賞作品。またソフトは世界累計販売本数100万本を突破した。
2007年12月6日に発売された廉価版では通常版でDVD1層2枚組みだったディスクがDVD2層1枚組みへと仕様変更された。それに伴い通常版と廉価版ではセーブデータの互換性が無くなっている。
なお、ゲーム内に使用されている韓国語の翻訳と発音が韓国人が聞いて理解が難しいほどかなり不自然であったため、韓国発売版においては韓国語音声の部分だけを韓国人声優を起用して収録し直した。
2012年11月1日に『1』と本作を1つにまとめてPlayStation 3に移植した『龍が如く1&2 HD EDITION』が発売された。また2013年8月8日には、同タイトルのWii U移植版『龍が如く1&2 HD for Wii U』も発売された。なお、前述の韓国語セリフの部分は鄭秀淵のセリフのみ韓国発売版のものとなっているが、ハングル字幕は全て日本版のままになっているため、一部の音声と字幕が異なっている。
2017年12月7日に本作をリメイクした『龍が如く 極2』が発売された。

## ストーリー
東城会と消えた100億円事件の1年後、堅気となった桐生一馬は、澤村遥と幸せな日々を送っていた。
しかし、弱体化した東城会吸収を狙う近江連合は関東進出へ向けて抗争の準備を着々と進めている。五代目会長である寺田行雄は桐生にこの危機を乗り越える相談を行った矢先に近江連合の凶弾に倒れる。
桐生は寺田の意思を引き継ぎ、東城会を救うべく神室町へと戻ってくる。そして、抗争を阻止すべく寺田から託された書状を手に関西へと向かう。平和的解決を目指したが、そこに「関西の龍」と呼ばれる近江連合直参郷龍会会長、郷田龍司が立ちはだかった。
そして東城会に秘められた過去の「語られぬ事件」。26年の時を経てその復讐も同時に進行する。

## 劇中の主な用語
真拳（ジングォン）派
韓国系の海外組織（韓国マフィア）。まだ神室町に複数の海外組織が跋扈していた頃、神室町で一大勢力を築いていた。組織は「全てに優先する」とされる鉄の掟で統制されている。構成員たちは、任務遂行に失敗した際の自決用に毒の粉末の仕込まれた指輪を左手人差し指に装備している。『龍が如く6 命の詩。』でも登場する。
蒼天堀
大阪の舞台となる歓楽街。本作以外の作品でも登場している。モデルは道頓堀であるが方角が異なる（180度反転されている）。
新星町
大阪の舞台となるもう一つの歓楽街。モデルは新世界。『極2』では登場しない。
大阪の城
実在する大阪城ではなく、劇中では新星町にある千石組の本拠地のことを指す。地上に出ているハリボテが二つに割れると、それと同時に地中から金色の城が姿を現す。

## 楽曲
- エンディング：クレイジーケンバンド「12月17日」（サブスタンス）
- 挿入歌：クレイジーケンバンド「黒い傷跡のブルース」（サブスタンス）

## スタッフ
- 名越稔洋 - 総合監督
『デイトナUSA』で一躍ゲームクリエイターとして注目され、セガでもっとも有名なプロデューサーの一人。
- 菊池正義 - プロデューサー
『パンツァードラグーン』シリーズに参加後、『ジェットセットラジオ』シリーズのディレクター、アーケード作品『オーリーキング』のプロデューサーを経て『龍が如く』に携わる

- 折原純 - プロデューサー

- 植田隆太 - ディレクター
『パンツァードラグーン ツヴァイ』から開発に参加。『ジェットセットラジオ』シリーズではデザインリーダー。
- 横山昌義 - シナリオ/演出
『ジェットセットラジオ』シリーズではプランナー。『オーリーキング』ではディレクター。『龍が如く』では脚本&演出とさまざまな仕事をこなすクリエイター。
- 板倉真琴 - 脚本
- 佐藤大輔 - 美術監督
- 野口彰宏 - アクション監督
- 冨田晴義/庄司英徳 - 音楽監督
- 坂本英城/ノイジークローク - 楽曲制作協力
- 馳星周 - シナリオ監修
- クレイジーケンバンド - 楽曲提供

## 実在企業
- ドン・キホーテ
- 松屋
- かに道楽
- プロミス
- サントリー
- がんこ寿司
- だるま
- 鶴橋風月

## 龍が如く 極2
『龍が如く 極2』（りゅうがごとく きわみツー、英題：Yakuza Kiwami 2）は、セガゲームスより2017年12月7日に発売されたPlayStation 4用ゲームソフト。欧米版のタイトルである『Yakuza Kiwami 2』（日本語に対応）として国内で、2019年5月9日にSteamで配信され、2020年7月29日にXbox Oneで配信された。
Xbox One版はXbox Game Pass日本サービス開始時頃（2020年4月）から配信されており、対象から外れたこともあったが現在（2022年8月）ではプレイ可能。2022年8月から、PlayStation Plusで配信される予定。 PlayStation Plus版は、エッセンシャル加入者はプレイ不可となる。
Nintendo Switch 2版では2025年11月13日に発売予定。
キャッチコピーは「伝説の作品が最新「ドラゴンエンジン」で蘇る」。
「龍が如くシリーズ」の過去作品を現在の技術でリメイクする「極プロジェクト」の第二弾として『龍が如く2』をリメイクした作品。新規のキャストとして、俳優の白竜、木下ほうか、お笑いタレントの木村祐一が出演し、本人の顔をキャプチャーして外見の変更された『2』のオリジナルキャラクターたちを新たに演じている。また、『2』に声で出演していた寺島も自身の顔をキャプチャーした外見に変更された同役で出演している。その他のゲストとしては、青山ひかるや橋本梨菜といったグラビアアイドルの他、プロレスラーとセクシー女優がそれぞれ5人ずつ登場する。
今作はキャッチコピーの示す通りに『龍が如く6 命の詩。』より新たに開発された「ドラゴンエンジン」が使われており、街の完全シームレス化など『6』に準拠したシステムになっているが、武器の装備や顔馴染みとのヒートアクションといった『2』本来のものもある。追加要素として、『2』では描かれなかった真島吾朗の新規エピソードが収録され、その際は真島をプレイアブルキャラクターとして操作することが可能となっている。プレイスポットも『6』のクランクリエイターをタワーディフェンス型に改良した「新・クランクリエイター」や『龍が如く0 誓いの場所』の水商売アイランドに様々な要素を追加した「新・水商売アイランド」、女の子と会話しながら写真撮影をする「グラビア撮影スタジオ」の他、ゲームセンター「クラブセガ」では『電脳戦機バーチャロン』や『トイレッツ』といった新ゲームが登場する。
予約特典として、ゲーム販売店舗別（11店舗）にそれぞれ異なる特典が付属される。また、シリーズ初となる限定版も発売された。
龍が如くシリーズ恒例の過去作のセーブデータ引き継ぎによる特典は存在する。

### 楽曲
- 主題歌：SiM「A」（ユニバーサルミュージック）
- エンディング：SiM「The Sound Of Breath」（ユニバーサルミュージック）